# Jaume Pujol i Mercè
Jaume Pujol i Mercè (Olot, 1852 - 1895) va ser un naturalista i botànic català, deixeble del metge i botànic Antoni Cebrià Costa i Cuixart i membre de la Societat Botànica Barcelonesa, va participar en la formació del seu herbari com a recol·lector a la comarca del Barcelonès, aportant cinquanta-cinc plecs.